# Star Trek V: Am Rande des Universums
Star Trek V: Am Rande des Universums (Originaltitel: Star Trek V: The Final Frontier) ist ein US-amerikanischer Science-Fiction-Film aus dem Jahr 1989. Es ist der fünfte Star-Trek-Kinofilm und basiert auf der Fernsehserie Raumschiff Enterprise. Die Regie führte diesmal William Shatner, der auch am Drehbuch mitschrieb und im Film erneut die Hauptrolle des Captain James T. Kirk spielte.
In diesem Film kommt erstmals die Enterprise-A zum Einsatz, die zum Ende von Star Trek IV in Dienst gestellt wurde.

## Handlung
Der in der neutralen Zone, einem entmilitarisierten Weltraumbereich, gelegene Planet Nimbus III war einst ein gemeinsames Projekt der Föderation, der Klingonen und der Romulaner. Darauf sollten Siedler aller drei verfeindeten Völker friedlich wie in einer Freihandelszone leben. Doch der Plan scheiterte, und Nimbus III verkam zu einer Ödnis, die nun von Nomaden, Räubern und Ausgestoßenen bewohnt wird.
In dieser Situation erscheint Sybok, der sich, obwohl er Vulkanier ist, überaus emotional verhält. Mit einer Art Hypnose gelingt es ihm, die Siedler zu beeinflussen und die Konsuln der drei Völker gefangen zu nehmen. Die Föderation schickt daraufhin das Raumschiff Enterprise unter dem Kommando von Captain Kirk zu dem Planeten, um die Ordnung wiederherzustellen. Um die Mission beginnen zu können, müssen Kirk und seine Führungsoffiziere den gemeinsamen Urlaub im Yosemite-Park genau in dem Moment abbrechen, als Kirk und McCoy an einem Lagerfeuer Spock zum Mitsingen des Kinderreimes Row, Row, Row Your Boat zu bewegen versuchen.
Kirk landet mit seinem Team auf dem Planeten. Die Mission misslingt jedoch, da Kirks Team in einen Hinterhalt Syboks gerät, mit dem die Konsuln mittlerweile zusammenarbeiten. Kirk und sein Team werden gefangen genommen, und Sybok bemächtigt sich der Enterprise. Von Spock erfährt Kirk, dass Sybok als Kind die streng logische, vulkanische Erziehung ablehnte und deshalb von seinem Volk verbannt wurde.
An Bord der Enterprise werden Kirk, Spock und McCoy in einer Arrestzelle eingesperrt. Dabei enthüllt Spock, dass Sybok sein Halbbruder ist. Den Dreien gegenüber gibt Sybok seine wahren Pläne bekannt: Er will mit Hilfe der Enterprise die „Große Barriere“ im Zentrum der Galaxis durchbrechen, da er hinter ihr den mystischen Planeten „Sha Ka Ree“ vermutet, von dem man annimmt, er stelle das bei verschiedenen Völkern der Galaxis überlieferte Paradies dar und werde von Gott bewohnt.
Zudem hat Sybok Kirks restliche Crew, darunter Uhura und Sulu, aber mit Ausnahme Scotts, unter seine geistige Gewalt gebracht. Mit der Hilfe von Scott können die drei zunächst aus der Zelle und durch einen Turboschacht fliehen, werden jedoch alsbald wieder aufgegriffen. Die anschließenden Versuche des Sektenführers, auch Kirk, McCoy und Spock zu beeinflussen, scheitern jedoch.
Der Enterprise gelingt als erstem Raumschiff überhaupt die Durchquerung der Barriere. Man wird auf der anderen Seite auch fündig und entdeckt einen Planeten. Kirk, Spock, McCoy und Sybok brechen zur Oberfläche auf und stoßen dort auf ein Wesen, das sich als Gott ausgibt. Sybok erklärt diesem, dass sie mit einem Raumschiff gekommen sind. Als „Gott“ fragt, ob dieses Raumschiff auch geeignet wäre, seine Weisheit in die gesamte Galaxie zu tragen, bekommt Kirk Zweifel und will wissen, weshalb Gott ein Raumschiff benötigt. „Gott“ reagiert ungehalten und schleudert Kirk mit einem Energieblitz zu Boden. Auch McCoy und Spock, die auf eine Beantwortung der Fragen drängen, erfahren diese Art des Zorns. Somit stellt sich heraus, dass es sich bei der Erscheinung nicht um Gott, sondern lediglich ein mächtiges Energiewesen handelt, das seit sehr langer Zeit hinter der Großen Barriere eingesperrt ist. Es will nun die Enterprise dafür nutzen, um endlich von dem Planeten zu entkommen. Sybok erkennt seinen Fehler und opfert sich, um seinen Kameraden die Flucht zu ermöglichen. Mit Hilfe eines außerdem erschienenen klingonischen Raumschiffs können Spock, McCoy und später auch Kirk von Sha-Ka-Ree entkommen und auf die Enterprise zurückkehren.
Zurück im Yosemite-Park, sitzen die Drei erneut beim Singen von Row, Row, Row Your Boat am Lagerfeuer.

## Kritiken
Nach Angaben der Kritikwebseite Rotten Tomatoes bewerteten lediglich 21 % von 42 untersuchten Filmkritiken den Film positiv.

„Interplanetarischer Humbug am Rande der Lächerlichkeit, formal durchschnittlich.“

„Shatners Regie bleibt prosaisch, wenngleich auf fernsehhafte Weise professionell: die Spezialeffekte hinken knapp fünf Jahre hinter dem aktuellen Stand der Technik her und zeugen – insbesondere, was die blau leuchtende Nebeltank-Barriere und die Präsentation ‚Gottes‘ als weißstrahlende Lichtsäule angeht – von erschreckender visueller Einfallslosigkeit; der Plot selbst schließlich entpuppt sich als banale Neuauflage von Star Trek: Der Film, wobei der ambivalent gezeichnete V’ger der Einfachheit halber zu einer ausschließlich bösen, nicht näher definierten Wesenheit mutiert ist.“

Ralph Sander meinte 2004 in Star Trek. Das offizielle Magazin zum Erscheinen der Special Edition auf DVD, dass der Film, welcher unter Fans als schlechtester Film mit der ursprünglichen Mannschaft bezeichnet wird, diesen Ruf „völlig zu Unrecht“ trage: „Die Story, die auf einer Idee von William Shatner basiert, ist bei weitem nicht so schlecht, wie es oftmals behauptet wird.“ Es gäbe zwar „einige, vor allem formale Schwächen“, geschadet hätten dem Film vor allem aber „die mäßigen visuellen Effekte“, die bereits im Erscheinungsjahr 1989 „nicht auf dem neuesten Stand der Technik waren“.
Andreas Rauscher urteilte 2007 im Science-Fiction-Band der Filmgenres-Reihe von Reclam, dass der Film „den bisher schwächsten Teil der Serie“ darstelle. Zwar enthalte er „einige witzige Dialogszenen“, aber „insgesamt scheitert der Film sowohl am unschlüssigen Drehbuch als auch an Shatners steifer Regie.“

## Auszeichnungen
Der Film erhielt die Goldene Himbeere 1990 für den schlechtesten Film, außerdem wurde William Shatner die Negativ-Auszeichnung in den Kategorien Schlechteste Regie und Schlechtester Schauspieler verliehen. Der Film war darüber hinaus für drei weitere Goldene Himbeeren vorgeschlagen, nämlich für das schlechteste Drehbuch, den schlechtesten Nebendarsteller (DeForest Kelley) und als schlechtester Film des Jahrzehnts. In diesen Kategorien blieb es jedoch bei Nominierungen.

## Synchronisation
Das Dialogbuch stammte von Udo Wachtveitl; Dialogregie führte K. E. Ludwig.
| Rollenname                        | Darsteller          | Deutsche Synchronstimme |
| --------------------------------- | ------------------- | ----------------------- |
| Captain James T. Kirk             | William Shatner     | Gert Günther Hoffmann   |
| Captain Spock                     | Leonard Nimoy       | Herbert Weicker         |
| Dr. Leonard „Pille“ McCoy         | DeForest Kelley     | Randolf Kronberg        |
| Captain Montgomery „Scotty“ Scott | James Doohan        | K. E. Ludwig            |
| Commander Hikaru Sulu             | George Takei        | Tommi Piper             |
| Commander Pavel Chekov            | Walter Koenig       | Elmar Wepper            |
| Commander Uhura                   | Nichelle Nichols    | Ilona Grandke           |
| Sybok                             | Laurence Luckinbill | Hartmut Reck            |
| St. John Talbot                   | David Warner        | Gudo Hoegel             |
| Caithlin Dar                      | Cynthia Gouw        | Viktoria Brams          |
| General Korrd                     | Charles Cooper      | Manfred Erdmann         |
| Captain Klaa                      | Todd Bryant         | Michael Gahr            |
| Commander Vixis                   | Spice Williams      | Ute Kilian              |
| J’Onn                             | Rex Holman          | Werner Abrolat          |
| „Gott“                            | George Murdock      | Wolf Ackva              |
| Admiral „Bob“ Bennett             | Harve Bennett       | Niels Clausnitzer       |
| McCoys Vater                      | Bill Quinn          | Til Kiwe                |
| Vulkanische Priesterin            | Beverly Hart        | Ute Kilian              |
| Junger Sarek                      | Jonathan Simpson    | Michael Rüth            |

## Hintergrund & Sonstiges
- Eine inhaltlich sehr ähnliche Thematik gab es bei Star Trek bereits 1973 mit der Folge Das Geheimnis von Megas-Tu (Staffel 1, Folge 8) der Zeichentrick-Serie Die Enterprise:[6] Dort führt die Enterprise Untersuchungen durch, ob im Zentrum des Universums neue Materie gebildet wird. Dabei wird sie in das Zentrum gezogen und gelangt in eine Welt, wo gänzlich andere physikalische Gesetze vorherrschen, sodass hier die Anwendung von Magie möglich ist. Auf dem im Zentrum gelegenen Planeten namens Megas-Tu leben Wesen, die vor Jahrhunderten die Erde besucht hatten, die Besatzung begegnet Luzifer und Asmodäus.[7] Zum Zeitpunkt der Veröffentlichung von Star Trek V wurde die Zeichentrickserie jedoch nicht als Bestandteil des offiziellen Star-Trek-Canons betrachtet.
- Der englische Originaltitel greift die zweite Zeile des Textes aus dem Vorspann zur Serie (engl.: „Space – The Final Frontier“) auf, was in der deutschen Übersetzung („Der Weltraum – Unendliche Weiten“) verloren ging. Der deutsche Titel Am Rande des Universums ist eine Fehlübersetzung, denn die Enterprise gelangt nicht an den Rand des Universums, sondern fliegt vielmehr ins Zentrum der Galaxis.
- Gedreht wurde Star Trek V u. a. im Yosemite-Nationalpark in Kalifornien.[8] Der Berg, auf dem Kirk herumklettert, ist der El Capitan. Für die Szenen, in denen Spock mit dem kletternden Kirk spricht, hing Shatner an einer Bergkulisse, die auf einem Parkplatz mit Bergausblick gebaut worden war. Für die Innensets verwendete man Bauten aus Raumschiff Enterprise: Das nächste Jahrhundert. Im Film sind die Korridore und die (für den Film umgebaute) Krankenstation zu sehen.
- Eigentlich war ein anderes Ende geplant. Die Tricktechniker von ILM sollten an den Effekten für den Showdown mitwirken, waren jedoch mit Arbeiten für Ghostbusters II und Indiana Jones und der letzte Kreuzzug beschäftigt. Shatner versuchte später, Paramount zu überzeugen, für die DVD-Auflage noch einmal ein Budget zur Verfügung zu stellen, um das ursprünglich geplante Ende zu inszenieren, was Paramount jedoch ablehnte.
- Der Name des Gott-Planeten Sha-Ka-Ree ist ein Wortspiel und soll an Sean Connery erinnern. Dieser war ursprünglich für den Part des Sybok vorgesehen. Als Connery aufgrund gleichzeitiger Dreharbeiten für Indiana Jones und der letzte Kreuzzug nicht zur Verfügung stand, wurde Laurence Luckinbill für die Rolle engagiert und der Planet Sha-Ka-Ree (zur Erinnerung, dass Connery eigentlich mitspielen sollte) getauft. Ebenfalls für die Rolle des Sybok vorgesehen war der schwedische Schauspieler Max von Sydow.
- Melanie Shatner, William Shatners Tochter, hat einen Auftritt als Kirks Assistentin.
- Die Produktionskosten betrugen ungefähr 27.800.000 US-Dollar.[9]
- Der Film startete am 16. November 1989 in den deutschen Kinos.